# Il ballo della vita
| Recensione    | Giudizio |
| ------------- | -------- |
| Comingsoon.it | Misto    |
| Optimagazine  | Positivo |
| Rockol        | 6/10     |

Il ballo della vita è il primo album in studio del gruppo musicale italiano Måneskin, pubblicato il 26 ottobre 2018 dalla Sony Music e dalla RCA Records.

## Descrizione
Si tratta di un concept album incentrato sulla vita del personaggio di Marlena (ricorrente in cinque dei brani dell'album). Sulla scelta del titolo del disco, la bassista Victoria De Angelis ha dichiarato a Rolling Stone Italia:

## Tracce
Testi e musiche di Damiano David, eccetto dove indicato.
1. New Song – 3:33
2. Torna a casa – 3:50
3. L'altra dimensione – 2:06
4. Sh*t Blvd – 3:22
5. Fear for Nobody – 2:30
6. Le parole lontane – 3:24
7. Immortale (feat. Vegas Jones) – 2:31 (testo: Damiano David, Matteo Privitera – musica: Luigi Florio)
8. Lasciami stare – 2:49
9. Are You Ready? – 2:33
10. Close to the Top – 2:18
11. Niente da dire – 2:36
12. Morirò da re – 2:37

DVD bonus nell'edizione speciale
1. This Is Måneskin

## Formazione
Gruppo
- Damiano David – voce, arrangiamento
- Victoria De Angelis – basso, arrangiamento
- Ethan Torchio – batteria, percussioni, drum machine, arrangiamento
- Thomas Raggi – chitarra elettrica, chitarra acustica, chitarra resofonica, arrangiamento

Altri musicisti
- Fabrizio Ferraguzzo – arrangiamento, arrangiamenti fiati, orchestrazione, sintetizzatore, programmazione, drum machine, lap steel guitar
- Riccardo Jeeba Gibertini – arrangiamento fiati, tromba, flicorno soprano, trombone
- Marco Zaghi – arrangiamento fiati, sassofono tenore, sassofono baritono, flauto
- Enrico Brun – orchestrazione, sintetizzatore, organo Hammond, moog, mellotron, pianoforte, solina, programmazione, Farfisa
- Andrea Di Cesare – violino, viola
- Mattia Boschi – violoncello

Produzione
- Måneskin – produzione
- Fabrizio Ferraguzzo – produzione, missaggio, mastering
- Riccardo Damian – registrazione
- Enrico La Falce – missaggio, mastering

## Classifiche

### Classifiche settimanali
| Classifica (2018-21) | Posizione massima |
| -------------------- | ----------------- |
| Austria              | 11                |
| Belgio (Fiandre)     | 7                 |
| Belgio (Vallonia)    | 36                |
| Croazia              | 2                 |
| Finlandia            | 5                 |
| Germania             | 37                |
| Grecia               | 39                |
| Islanda              | 14                |
| Italia               | 1                 |
| Lituania             | 2                 |
| Norvegia             | 20                |
| Paesi Bassi          | 7                 |
| Polonia              | 9                 |
| Spagna               | 35                |
| Svezia               | 27                |
| Svizzera             | 17                |

### Classifiche di fine anno
| Classifica (2018) | Posizione |
| ----------------- | --------- |
| Italia            | 5         |
| Classifica (2019) | Posizione |
| Italia            | 27        |
| Classifica (2021) | Posizione |
| Austria           | 61        |
| Belgio (Fiandre)  | 68        |
| Belgio (Vallonia) | 163       |
| Italia            | 22        |
| Paesi Bassi       | 96        |
| Classifica (2022) | Posizione |
| Italia            | 52        |
| Lituania          | 34        |